# (43722) Carloseduardo
(43722) Carloseduardo est un astéroïde de la ceinture principale.

## Description
(43722) Carloseduardo est un astéroïde de la ceinture principale. Il fut découvert le 18 juillet 1968 à l'observatoire du Cerro El Roble par Carlos Torres et S. Cofré. Il présente une orbite caractérisée par un demi-grand axe de 3,18 UA, une excentricité de 0,18 et une inclinaison de 14,7° par rapport à l'écliptique.

## Compléments